# Lycophidion pygmaeum
Lycophidion pygmaeum är en ormart som beskrevs av Broadley 1996. Lycophidion pygmaeum ingår i släktet Lycophidion och familjen snokar. Inga underarter finns listade i Catalogue of Life.
Denna orm förekommer i östra Sydafrika samt i Swaziland. Kanske når den även Moçambique. Lycophidion pygmaeum vistas i skogar, savanner och andra gräsmarker. Den besöker även trädodlingar. Honor lägger ägg.
Beståndet hotas regionalt av landskapsförändringar. Hela populationen antas vara stabil. IUCN listar arten som livskraftig (LC).